# Мазендеранці
Мазендеранці або мазандеранці (маз. Tapərsi bənevar) — іраномовний народ, що живе на території історичної області Мазендеран (прикаспійський Іран), в IX—XII століттях відомої як Табаристан. За культурою та побутом близькі до персів. Мазандеранська мова належить до західноіранської підгрупи іранської групи індоєвропейської родини мов. По релігії — мусульмани-шиїти. Займаються землеробством (рис, пшениця), яке в прибережних районах поєднується із рибальством, а в горах — зі скотарством. У гірських районах напівосіле населення зберігає деякі пережитки племінного побуту (найбільші племена — гадікулахі та палані).